# 利斯米爾鎮區 (北卡羅萊納州華盛頓縣)
利斯米爾鎮區（英語：Lees Mill Township）是位於美國北卡羅萊納州華盛頓縣的一個鎮區。

## 地方資料
利斯米爾鎮區的面積為323.74平方千米，皆為陸地。根據2020年美國人口普查的數據，當地共有人口2485人，而人口密度為每平方千米7.68人。